# Dolors Vázquez Aznar
María Dolors Vázquez Aznar (Valencia, 15 de marzo de 1955-22 de febrero de 2014) fue una pintora realista y abogada.

## Biografía
María Dolors nació con parálisis cerebral y posteriormente padeció polio, todo ello hizo que viviera con lesiones que afectaron a la movilidad en los brazos, músculos de la cara, cuello e incluso posteriormente el habla. Pese a sus grandes problemas y limitaciones físicas, el apoyo de su familia le permite desarrollar un carácter enérgico y trabajador que le llevó ser una niña alegre y activa, que utilizaba el pie izquierdo para lo que otros niños utilizaban las manos. Se licenció en Derecho el año 1983 por la Universidad de Valencia y se dedicó profesionalmente a la pintura desde 1995.
Falleció el 22 de febrero del año 2014 tras una grave pulmonía.

## Trayectoria artística
Como pintora María Dolors se consideraba autodidacta, ya que desde que empezó a pintar a una temprana edad, ella sola aprendió a manejar su pie izquierdo. Comienza a exponer su obra en 1973, al principio participando en Exposiciones colectivas en Valencia, y poco a poco a lo largo de diversas ciudades del territorio español como Villareal, o Toro, entre otras. Además ha tenido obras expuestas temporalmente en el Museo Triflológico de la Fundación Once.

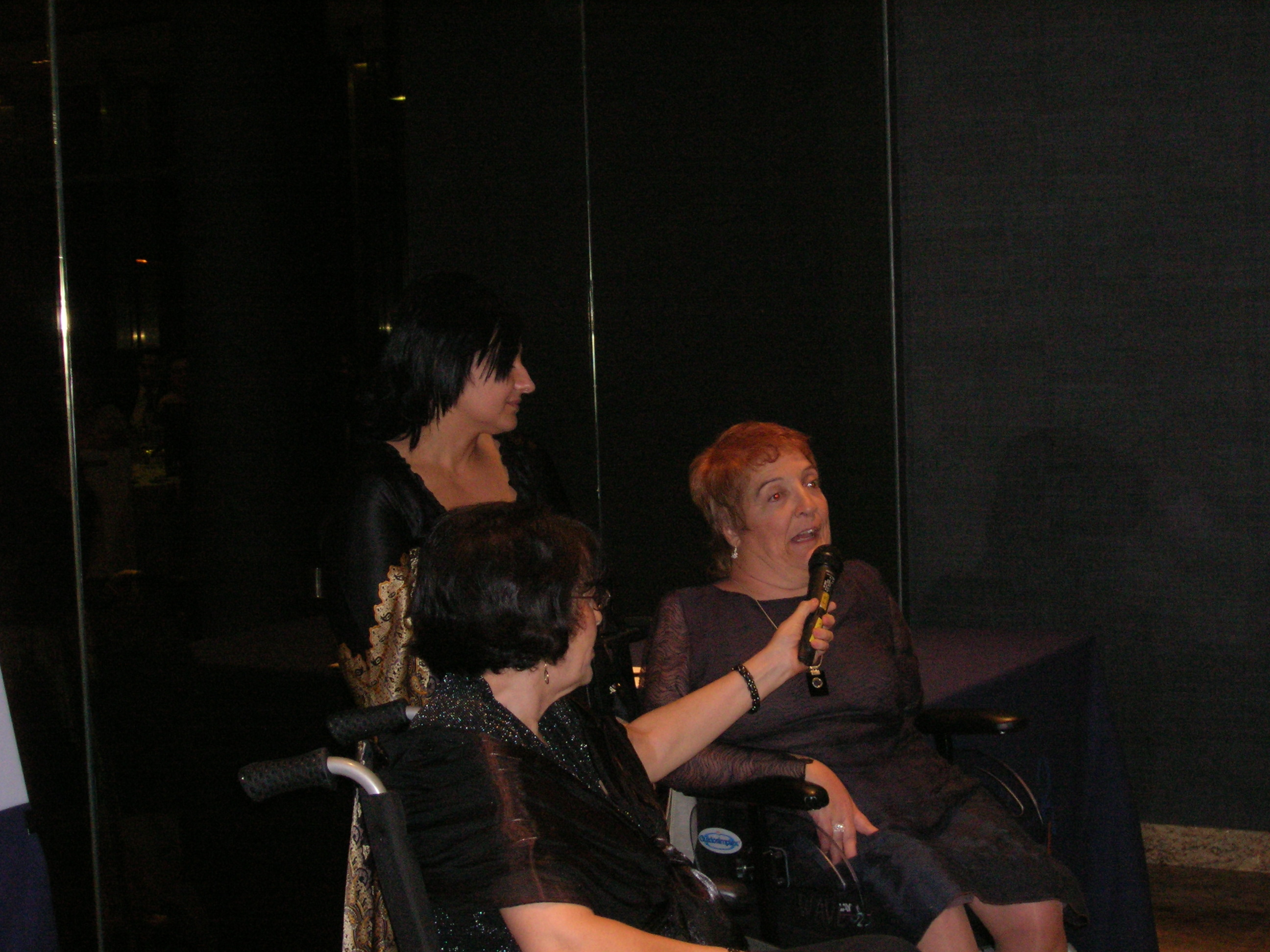
recogiendo premio COCEMFE

En 1988 ingresa como becaria de la Vereinigung der Mund-und Fussmalenden Kuenstler. Vaduz- (Asociación Internacional de los artistas que pintan con la Boca y con el Pie.). Allí ha realizado numerosas exposiciones tanto individuales como colectivas en las ciudades de Madrid, Toledo, Cáceres, Badajoz, Murcia, Valencia, Alicante, Melilla y Córdoba.
Durante su estancia en la Asociación de Pintores con Boca y con el Pie se formó en otros ámbitos como la música, la escritura creativa y el modelado. Comenzó a exhibir su trabajo en público su trabajo en 2003.

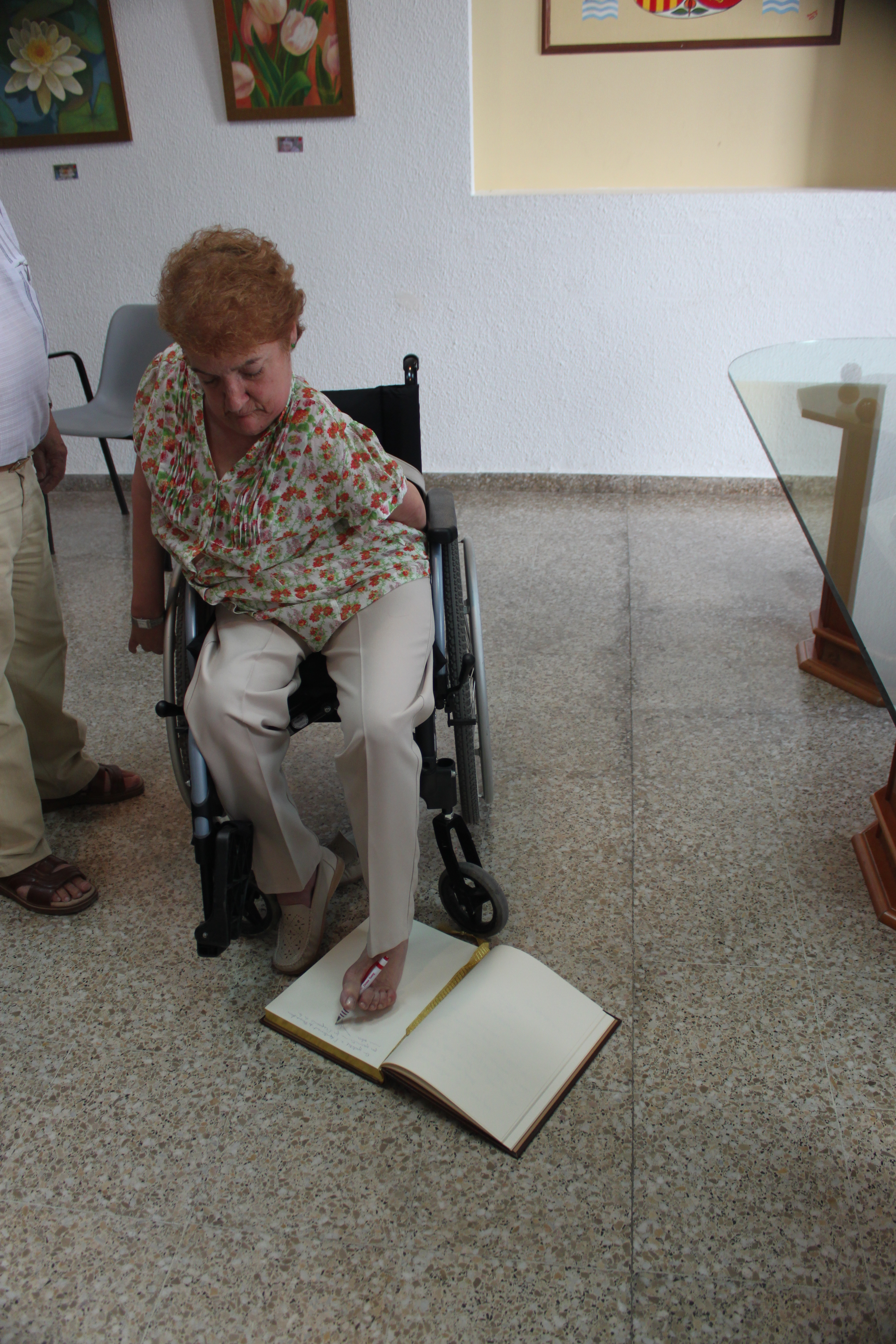
firmando el libro de una exposición

María Dolors tiene un primer contacto con la Fraternidad Cristiana Intercontinental de Personas con Discapacidad (FRATER) en los setenta, pero no es hasta una década más tarde cuando se compromete con el movimiento y entra a trabajar asumiendo más responsabilidades, En 1991 entra a formar parte del equipo diocesano de Frater de Valencia, llegando a ser la responsable diocesana entre 1993 y 1998. Entre 2000 y 2006 es integrante del Equipo General de Frater de España, como representante de la Fraternidad de Castellón. Es además elegida como Coordinadora Intercontinental en el IV Comité Intercontinental de julio de 2005 en El Escorial, Madrid (España), cargo que desempeñó nuevamente en el año 2010 al ser reelegida en el V Comité Intercontinental de Oporto (Portugal).
Es durante la Asamblea continental de África y Madagascar, que tuvo lugar en enero de 2014, cuando se pone enferma de neumonía, y tras largo tiempo ingresada, primero en el Hospital Saint-Luc de Bruselas y después en el Hospital La Fe de Valencia, muere el 22 de febrero de 2014.
En el año 2010 recibió el premio de la Confederación Española de Personas con Discapacidad Física y Orgánica (COCEMFE), que todos los años entrega a la labor realizada desde los estamentos públicos y privados, asociaciones, empresas, medios de comunicación y personajes públicos, a favor de los derechos, la participación y la integración de las personas con discapacidad y sus familias.

## Obras
Las obras pictóricas de Dolors pertenecen al estilo realista, en gran medida suelen ser motivos naturalistas. Podemos ver una muestra de ellas en la galería:

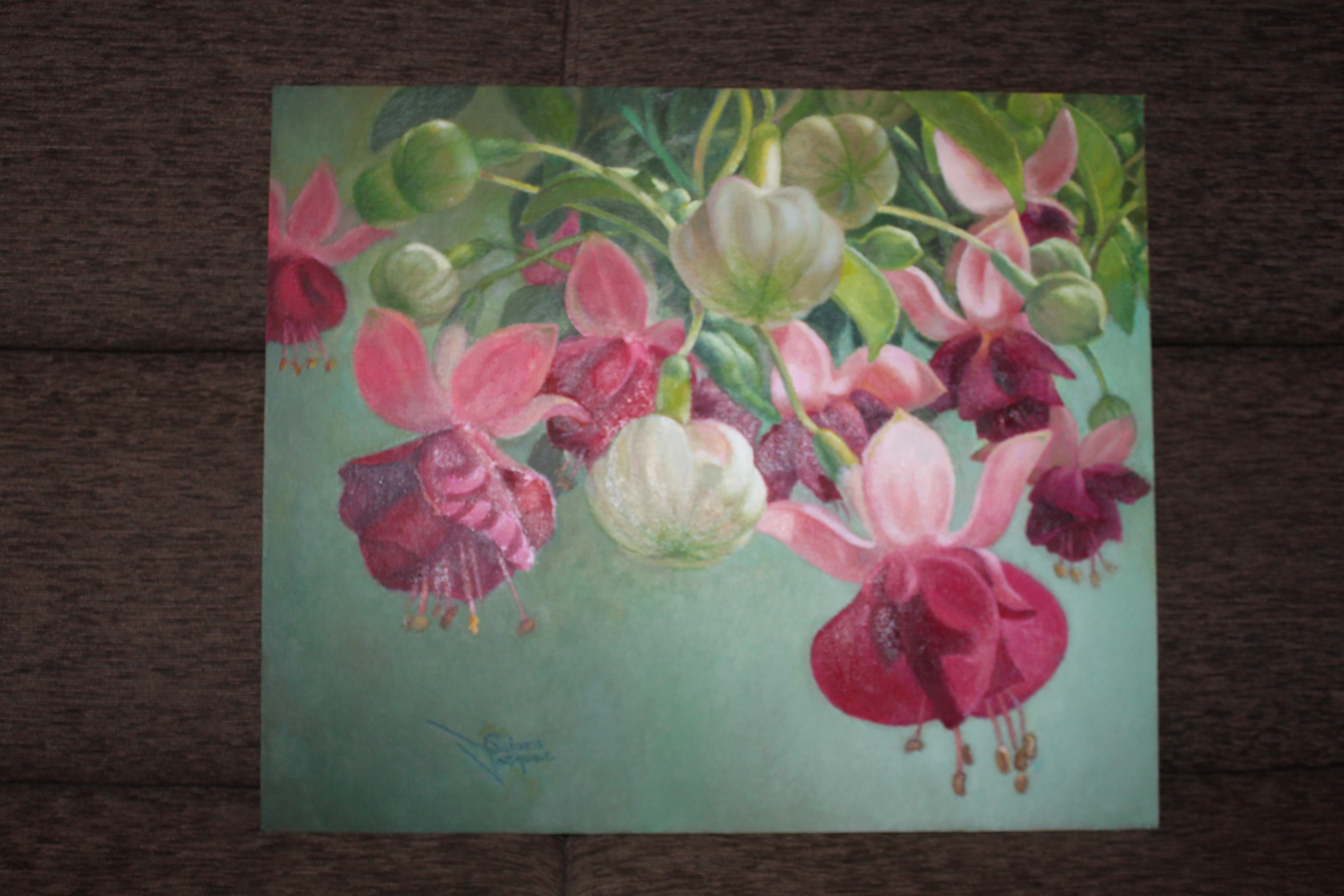
Los pendientes de la reina
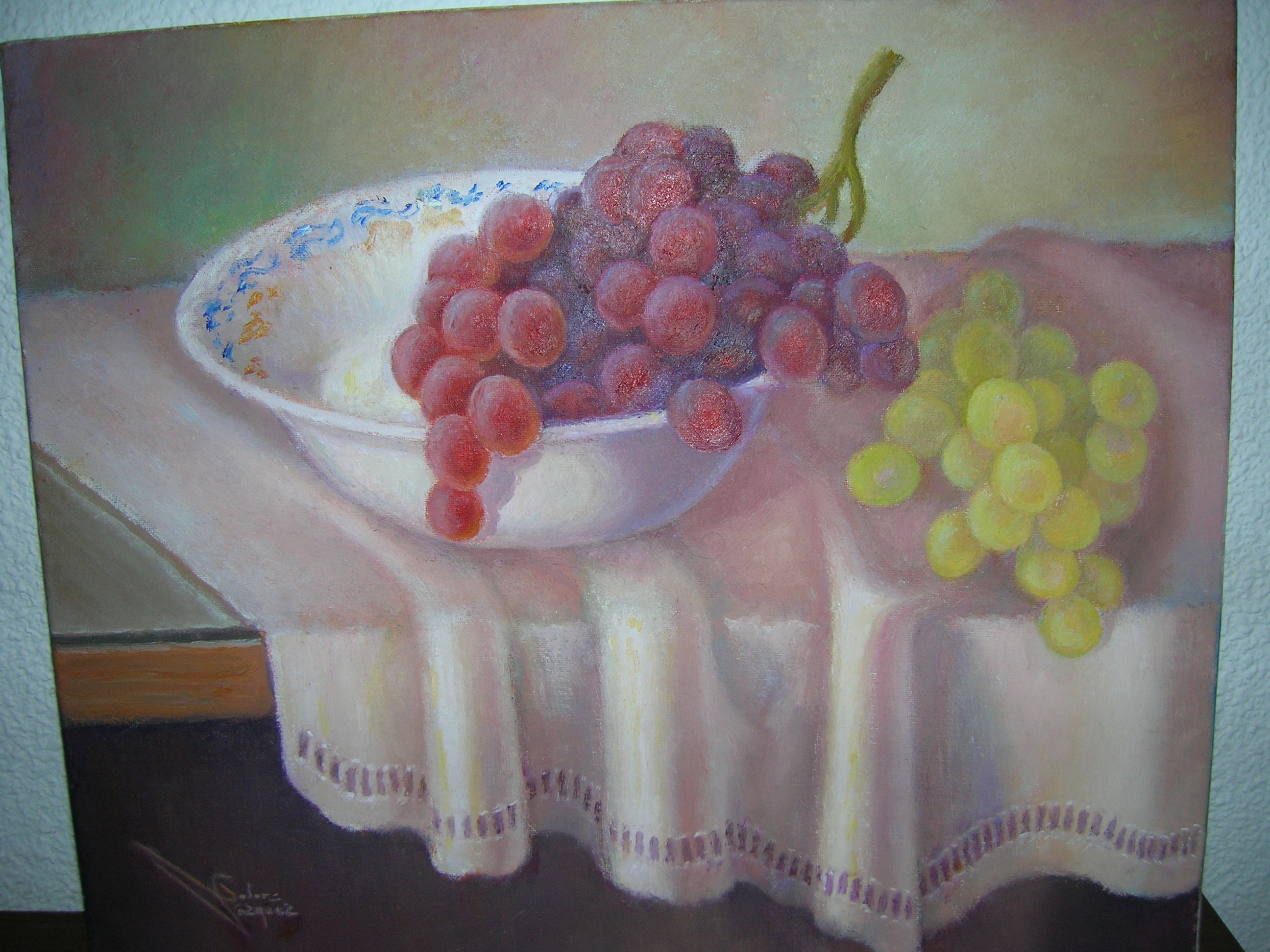
Uvas con mantel
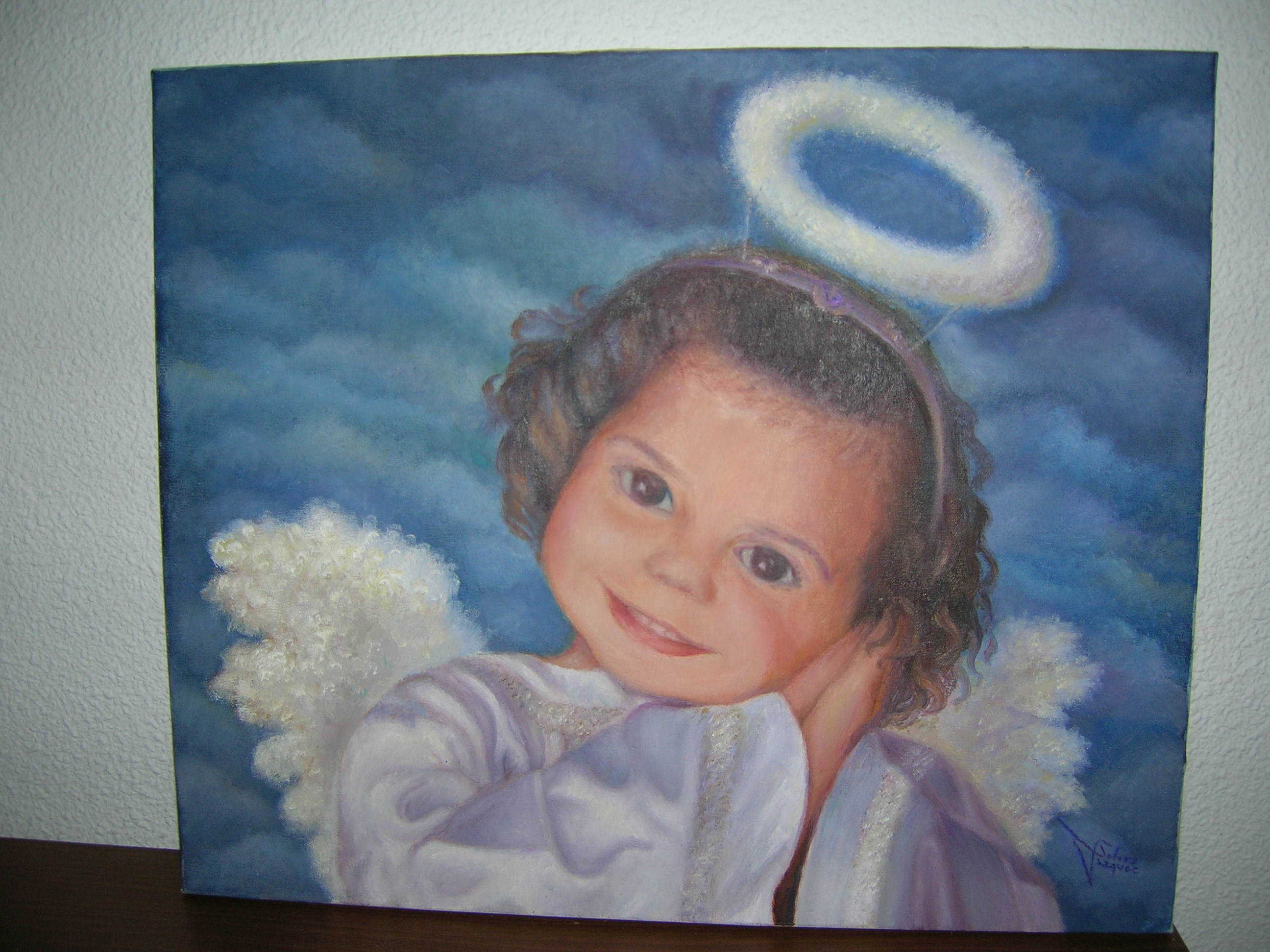
Carla, mi ángel
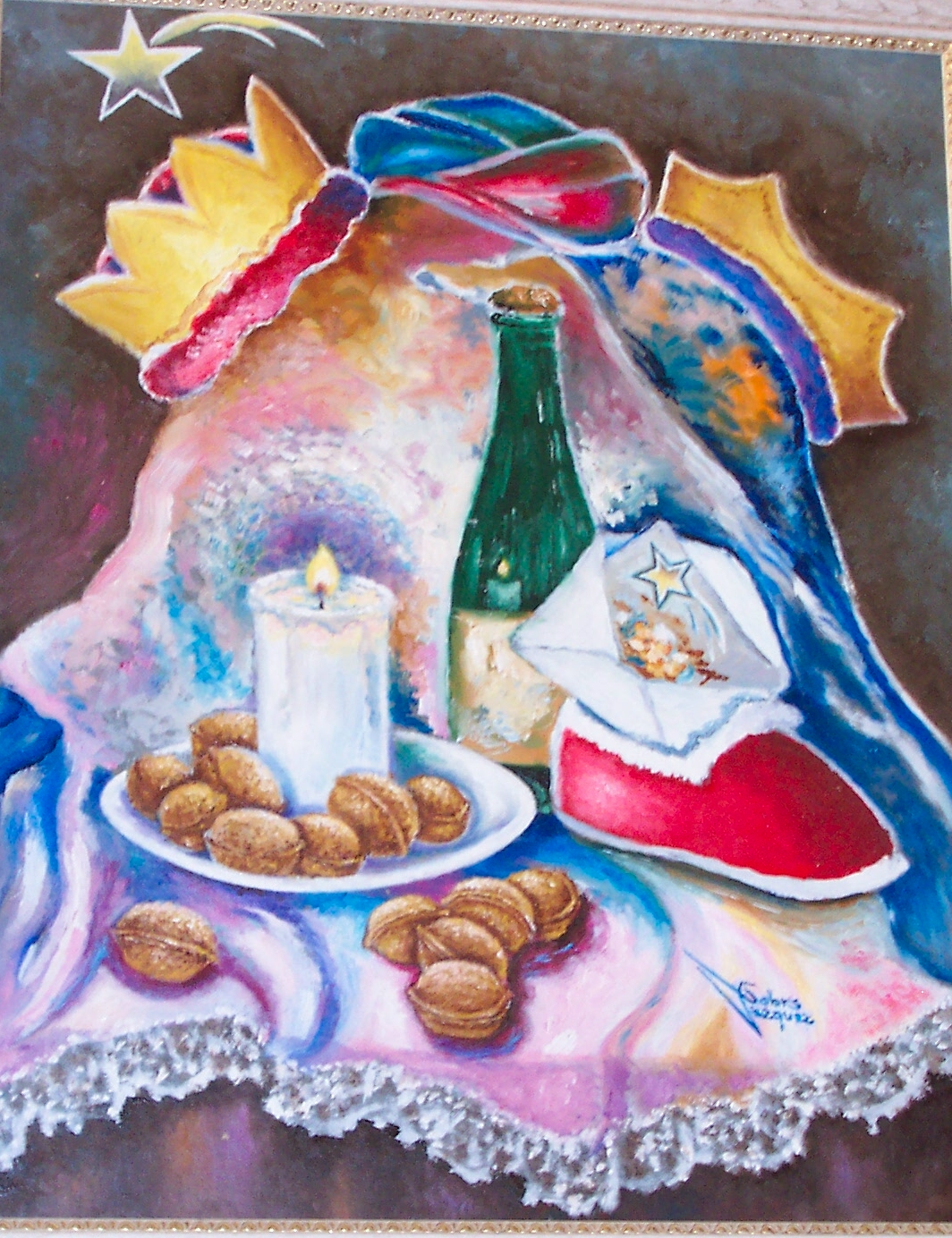
Cuadro de Navidad
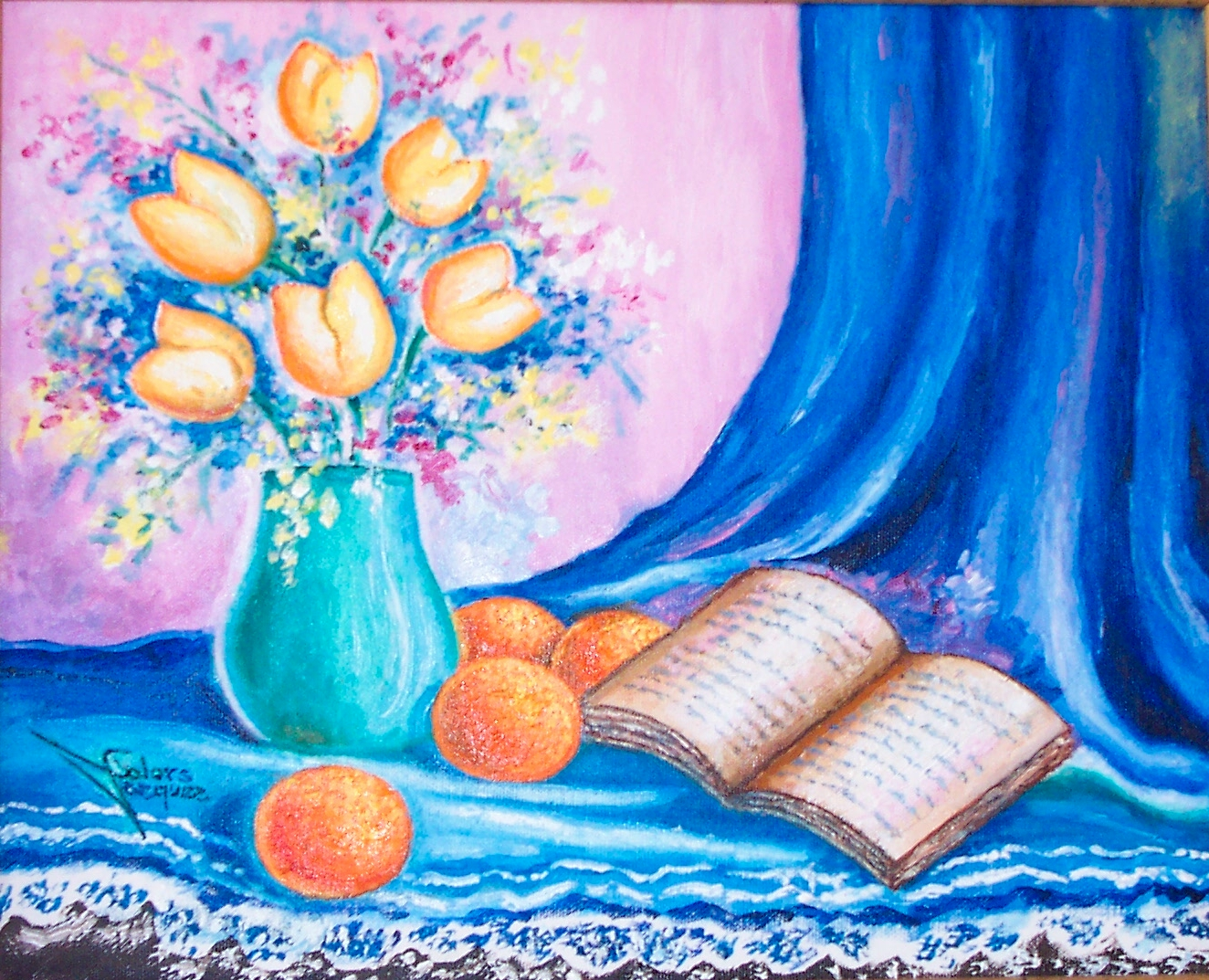
Flores con libro